# イラク復興支援特別措置法廃止法案
イラク復興支援特別措置法廃止法案（イラクふっこうしえんとくべつそちほうはいしほうあん）は、第168回国会で参議院に民主党が浅尾慶一郎ほかにより議員立法として提出した法律案の略称である。正式な議案件名はイラクにおける自衛隊の部隊等による対応措置を直ちに終了させるためのイラクにおける人道復興支援活動及び安全確保支援活動の実施に関する特別措置法を廃止する法律案。

## 概要
イラクにおける人道復興支援活動及び安全確保支援活動の実施に関する特別措置法（イラク特措法）を廃止して、自衛隊イラク派遣を終了させることを目的としている。
提出された背景として、すでにイラク特措法に準じて作られた自衛隊を派遣するという法的な枠組み自体が崩壊していること、その他にイラクで大量破壊兵器と呼ばれるものが結局見つかっていないこと、国際連合に加盟している国々からなる多国籍軍が武力を行使したが、それについて正当性がないこと、政府がイラク現地で自衛隊がどのような対応をしているのかについて、開示している情報が十分足るものでないなどを挙げている。
議案の内容は、提出議員の一人である浅尾慶一郎が参院選に立候補した際のマニフェストでもあった。
日本政府は2008年11月にイラクでの自衛隊の任務終了として、自衛隊のイラク撤収を決定。12月に自衛隊のイラク撤収を完了した。イラク特措法は2009年7月に期限切れで失効している。

## 経過
- 2007年10月18日 - 参議院に提出される。
- 2007年11月14日 - 参議院外交防衛委員会に付託される。
- 2007年11月27日 - 参議院外交防衛委員会で民主党をはじめとする野党の賛成多数で可決される。
- 2007年11月28日 - 参議院本会議で民主党をはじめとする野党の賛成多数で可決され、衆議院に送付される。
- 2008年1月10日 - 衆議院国際テロリズムの防止及び我が国の協力支援活動並びにイラク人道復興支援活動等に関する特別委員会に付託される。
- 2008年1月15日 - 閉会中審査に付されることなく、同日24時をもって会期終了となったため、審査未了・廃案となる。